# Palacio de los duques de Alba
El Palacio de los duques de Alba es un palacio situado en Piedrahíta, provincia de Ávila, España, que fue edificado a mediados del siglo XVIII por Fernando de Silva y Álvarez de Toledo, XII duque de Alba de Tormes.

## Historia y características

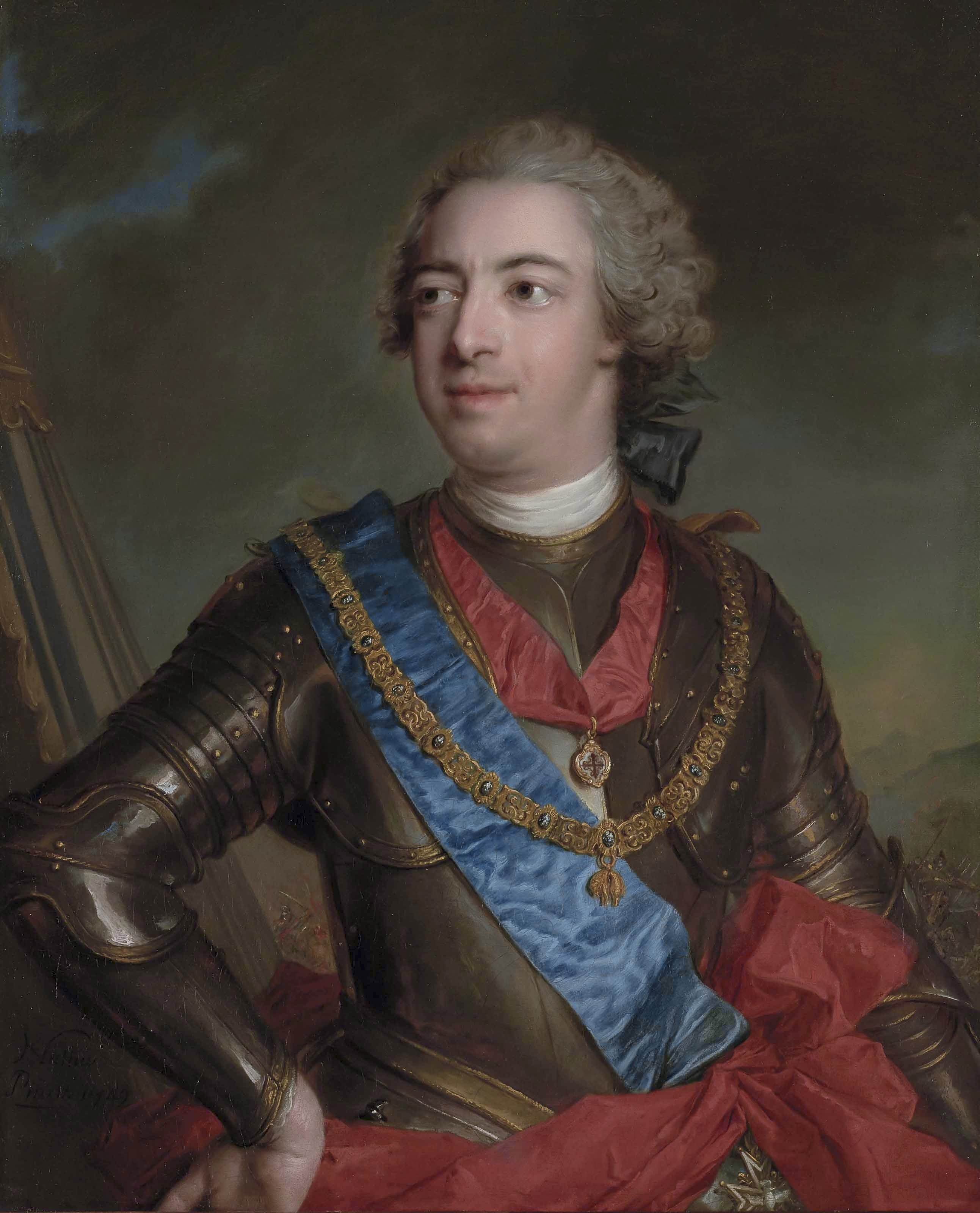
El XII duque de Alba de Tormes, Fernando de Silva y Álvarez de Toledo, fue quien ordenó la edificación del palacio.

El edificio está emplazado en altura dominando la localidad de Piedrahíta, en una zona al sur de esta, sobre la que anteriormente se alzaba un castillo medieval que era una antigua fortaleza de los Álvarez de Toledo, y que por entonces se encontraba, según documentos de la época, en estado ruinoso.
De estilo neoclásico, fue construido en granito procedente de las canteras de Valdemolinos entre 1755 y 1766 por el arquitecto francés Jacques Marquet por un encargo de Fernando de Silva y Álvarez de Toledo, xii duque de Alba de Tormes; costó cuarenta millones de reales.
El edificio presenta una planta en forma de 'U', tiene tres plantas compuestas por un sótano y dos niveles. Posee un patio de armas ubicado al frente de la edificación y cuenta con unos jardines versallescos al sur adornados con fuentes.
La Casa de Alba lo utilizó como residencia veraniega.
La XIII duquesa de Alba de Torres, María del Pilar Teresa Cayetana de Silva y Álvarez de Toledo, fue quien más utilizó el palacio invitando a destacados personajes de las artes y las letras españolas de su época como eran, entre otros, el pintor Francisco de Goya o el escritor Gaspar Melchor de Jovellanos.

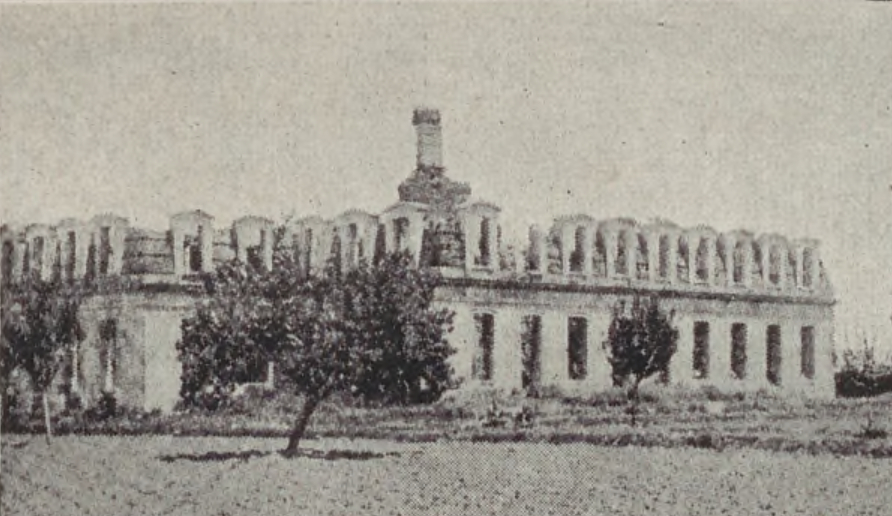
Ruinas del palacio en una fotografía publicada a finales de la década de 1920

El palacio sufrió severos daños provocados por el ejército napoleónico durante la guerra de la Independencia e igualmente durante la Guerra civil española. El interior fue incendiado y saqueado, sin embargo, el exterior permaneció sin alteraciones. En 1931, el Ayuntamiento de Piedrahíta compró el palacio a la Casa de Alba por "68 000 o por 86 000 pesetas".
Fue declarado bien de interés cultural en la categoría de monumento mediante decreto de 7 de julio de 1993 (BOE de 19 de agosto de 1993).
En el siglo XXI alberga un centro de enseñanza infantil y primaria, el CEIP Gran Duque de Alba, y sus jardines son usados como parque público de la localidad.